# Andrej Hlinka
Pour les articles homonymes, voir Hlinka.

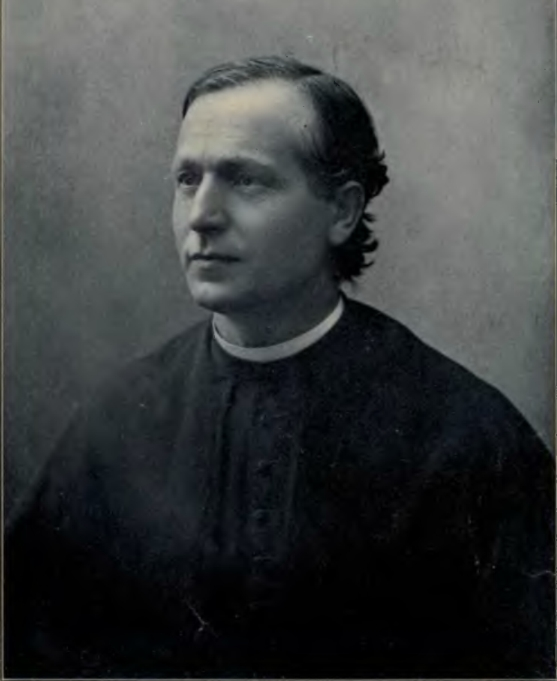
Andrej Hlinka

Andrej Hlinka, né le 27 septembre 1864 à Černova et mort le 16 août 1938 , est un prêtre catholique et homme politique slovaque.

## Biographie
Andrej Hlinka est l'un des plus importants activistes slovaques avant la Seconde Guerre mondiale en Hongrie puis en Tchécoslovaquie et demeure chef du Parti populaire slovaque jusqu'à sa mort. Après son décès, le parti est repris en main par Jozef Tiso.
Il est aussi camérier du pape à partir de 1924, puis protonotaire apostolique à compter de 1927, membre de l'Assemblée nationale tchécoslovaque (cs) et président de la société Saint-Adalbert (sk), une organisation publiant des livres religieux.
En 2007, il est honoré par le parlement slovaque en tant que bâtisseur important de la nation slovaque. Il a toutefois fait l'objet de controverses en raison de son conservatisme affirmé.
L'État slovaque a créé l'ordre d'Andrej Hlinka (sk), en son honneur.